# Raynaud-jelenség
A Raynaud-jelenség vagy Raynaud-szindróma (RP) az arteriolák stressz hatására létrejövő reverzibilis, görcsszerű összehúzódása. Maurice Raynaud írta le először, 1862-ben. Leggyakrabban ujjakon, orron, nyelven vagy fülön fordul elő. Az esetek többségénél sápadtság kíséri, amelyet fokozottabb cianózis követ, és a bőr kivörösödése kísér a hiperaemia következményeként. Az iszkémia nagyobb fájdalommal is járhat, és sok esetben fekélyképződést vonhat maga után. A Raynaud-szindróma meglehetősen gyakori, nőknél a populáció 4,9 – 20,1%-át, férfiaknál 3,8 – 13,5%-át érintheti.

## Patogenezis
A folyamat során az érfalak dinamikus mozgása (vasokonstrikció, vasodilatáció) között egyensúlyhiány állhat fenn. Az ujjakban lévő perivaszkuláris idegek endotelin- (ET–1) szintje erősen növekszik, míg a kalcitonin gén-rokon peptidszintje csökken. Emellett az a-2 adrenoreceptorok normális regulációja erősen eltér a megszokottól. Az ereken belüli fiziológiás eltérések magukban foglalják természetesen a vérlemezke-aktivációt, a fibrinolízist, a megemelkedett viszkozitást is. A megemelkedett ET ischeamia hatására jelentkezik. A csökkent vasodilatáció az erek tágulásáért felelős peptidek hatására is kiválthatja a jelenséget.
A véráramlás negatív irányba történő változása következménye lehet a megemelkedett viszkozitásnak, amint az például macroglobulinaemiában, az érfal strukturális elfajulásánál, vagy vérrög következtében kialakult érfal okklúzió esetén látható. A von Willebrand faktor (véralvadási faktor) felszabadulása, a NO szintézis lecsökkenése és a keringésben jelenlévő interleukin–13 (citokin) megemelkedett szintje felfedezhető sclerosisban szenvedő betegeknél.

## Terápia
Sok Raynaud-szindrómában szenvedő betegnél nem kerül szóba a terápiás kezelés, mivel a tünetek alapvetően nem befolyásolják a mindennapi életük minőségét. Egy, csaknem 500 vizsgált személyből álló vizsgálat kimutatta, hogy a megkérdezettek 64%-a nehezen kezeli a stresszt, és csupán mintegy 16%-a válaszolt pozitívan arra, hogy a gyógyszeres kezelés megfelelő lenne számukra. Megjegyzendő, hogy különféle terápiás lehetőségek – mint a biofeedback, az akupunktúra, lézerterápia – nem bizonyultak minden kétséget kizáróan hatékonynak, illetve az ezzel kapcsolatos tudományos irodalom meglehetősen hiányos. Az egyetlen lehetséges metódus a kiváltó okok megszüntetése, illetve elkerülése a stresszhelyzeteknek. A kézenfekvő megoldás egy akut létrejövő RP esetében a helyi melegítés és az környező izmok és ízületek intenzív mozgatása. Ugyanakkor a lokális kezelés alapja a szervezet egészének melegen tartása. Ennek során a tünetek hozzávetőleg 15 – 20 percen belül enyhülnek és a helyi vérkeringés is normalizálódik.

### Gyógyszeres terápia
A gyógyszeres kezelések egy típusa az értágítók, amelyek a véráthaladást az erekben könnyíthetik, ezzel az érgörcs lehetséges előfordulása minimalizálódhat. Mindenekelőtt a súlyosabb szövődményeket – mint a fekélyek és egyéb szöveti elfajulások – kell megelőzni. Ennek tekintetében talán a kalcium-csatorna blokkolók tűnnek a legalkalmasabbnak a szindróma kezelésében – ennek hatékonyságát tanulmányok is megerősítik. A prosztaglandinok élettani hatása meglehetősen szerteágazó, több hatásuk kevéssé ismert még, mindenesetre hatással vannak többek közt a trombocyta működésére, és bár klinikai terápiában nem sikerült még átütő eredményt felmutatni, egy lehetséges megoldásnak tekinthető.
A nitrátvegyületek ugyan hatékony érdilatáló anyagok a szervezetben, azonban terápiás kezelésre már nem bizonyultak megfelelőnek. Hasonló cipőben jár a szerotonin Raynaud-szindrómában való részvételének kutatása. A szerotonin igen erős érösszehúzó, tehát az SSRI anyagok (szelektív szerotonin visszavétel gátlók) előtérbe kerülése nem volt indokolatlan, azonban már a kezdeti terápiás alkalmazásakor felvetődött néhány kérdés létjogosultságukat illetően.

## Lásd még
Cianózis
Szkleroderma
Béta-receptor-blokkolók